# Литвинівська сільська рада (Жашківський район)
Литви́нівська сільська́ ра́да — адміністративно-територіальна одиниця та орган місцевого самоврядування в Жашківському районі Черкаської області. Адміністративний центр — село Литвинівка.

## Загальні відомості
- Населення ради: 772 особи (станом на 2001 рік)

## Населені пункти
Сільській раді були підпорядковані населені пункти:
- с. Литвинівка

## Склад ради
Рада складалася з 14 депутатів та голови.
- Голова ради:
- Секретар ради: Чернега Інна Олександрівна

### Керівний склад попередніх скликань
| Прізвище, ім'я, по батькові | Основні відомості                                                             | Дата обрання | Дата звільнення |
| --------------------------- | ----------------------------------------------------------------------------- | ------------ | --------------- |
| Задорожня Ніна Іванівна     | Сільський голова, 1959 року народження, позапартійна                          | 26.03.2006   | 31.10.2010      |
| Барабаш Юрій Володимирович  | Сільський голова, 1971 року народження, освіта незакінчена вища, безпартійний | 31.10.2010   | 17.06.2015      |

Примітка: таблиця складена за даними сайту Верховної Ради України

### Депутати
За результатами місцевих виборів 2010 року депутатами ради стали:

#### За суб'єктами висування
| Суб'єкт висування                             | Кількість обраних депутатів | %    |
| --------------------------------------------- | --------------------------- | ---- |
| Самовисування                                 | 9                           | 64,3 |
| Політична партія «Наша Україна»               | 2                           | 14,3 |
| Соціалістична партія України                  | 2                           | 14,3 |
| Політична партія «Європейська партія України» | 1                           | 7,1  |

#### За округами
| № округу                                      | Прізвище, ім'я, по батькові      | Дата визнання обраним | Освіта             | Партійна приналежність                              | Відомості про обраного депутата                        |
| --------------------------------------------- | -------------------------------- | --------------------- | ------------------ | --------------------------------------------------- | ------------------------------------------------------ |
| Політична партія «Європейська партія України» |                                  |                       |                    |                                                     |                                                        |
| 4                                             | Тіторенко Людмила Степанівна     | 04.11.2010            | середня            | член Політичної партії «Європейська партія України» | ТОВ «Павогодж», бухгалтер                              |
| Політична партія «Наша Україна»               |                                  |                       |                    |                                                     |                                                        |
| 10                                            | Вітюк Ольга Василівна            | 04.11.2010            | середня спеціальна | член Політичної партії «Наша Україна»               | ПП «Радіосвіт», продавець                              |
| 14                                            | Вініцький Андрій Миколайович     | 04.11.2010            | середня            | член Політичної партії «Наша Україна»               | приватне підприємство                                  |
| Соціалістична партія України                  |                                  |                       |                    |                                                     |                                                        |
| 12                                            | Чернега Інна Олександрівна       | 04.11.2010            | середня спеціальна | член Соціалістичної партії України                  | Сільська рада, секретар                                |
| 13                                            | Войтенко Ольга Олександрівна     | 04.11.2010            | середня            | член Соціалістичної партії України                  | Сільська рада, техпрацівник                            |
| Самовисування                                 |                                  |                       |                    |                                                     |                                                        |
| 1                                             | Куманська Ольга Євгенівна        | 04.11.2010            | середня            | позапартійна                                        | Кафе «Затишок», продавець                              |
| 2                                             | Козюбра В'ячеслав Вікторович     | 27.12.2010            | середня            | позапартійний                                       | ТОВ «Рітейл Оіл», оператор                             |
| 3                                             | Майданюк Тетяна Миколаївна       | 04.11.2010            | середня            | позапартійна                                        | РАЙСТс. Литвинівка, продавець                          |
| 5                                             | Бевз Лідія Петрівна              | 04.11.2010            | середня            | позапартійна                                        | тимчасово не працює                                    |
| 6                                             | Строянівська Вікторія Леонідівна | 04.11.2010            | вища               | позапартійна                                        | тимчасово не працює                                    |
| 7                                             | Уманець Тамара Петрівна          | 04.11.2010            | вища               | позапартійна                                        | СБУ с. Литвинівка, директор Будинку культури           |
| 8                                             | Кононюк Раїса Дем'янівна         | 04.11.2010            | середня            | позапартійна                                        | Жашківський територіальний центр, соціальний працівник |
| 9                                             | Мазурук Діна Євгенівна           | 15.11.2010            | середня            | позапартійна                                        | тимчасово не працює                                    |
| 11                                            | Кошелюк Іванна Василівна         | 04.11.2010            | середня            | позапартійна                                        | тимчасово не працює                                    |